# Никола Гулан
Никола Гулан (серб. Nikola Gulan, нар. 23 березня 1989, Белград) — сербський футболіст, захисник клубу «Раднички» (Белград).
Виступав, зокрема, за клуби «Партизан» та «Фіорентина», а також молодіжну збірну Сербії.

## Клубна кар'єра
Народився 23 березня 1989 року в місті Белград. Вихованець футбольної школи клубу «Партизан». Дебютував за першу команду «чорно-білих» 14 грудня 2006 року на виїзді з шотландським «Рейнджерсом» у груповому етапі Кубка УЄФА. Партизан зазнав поразки з рахунком 0:1, а Гулан вийшов на поле на 89-й хвилині замість Ненада Миросавлєвича. У січні 2007 року він підписав свій перший професійний контракт з «Партизаном». У весняній частині сезону 2006/07 також грав у сербській Суперлізі. Дебютував у Суперлізі в матчі проти «Земуна». Протягом весни 2007 року він провів дев'ять матчів у чемпіонаті.
У червні 2007 року підписав п'ятирічний контракт з італійською «Фіорентиною», яка заплатила за гравця 2,8 мільйона євро. Він не отримав шансу дебютувати за «Фіорентину» протягом першої частини сезону 2007/08, тому в січні 2008 року його відправили в оренду на чотири місяці до «Сампдорії». Він не зіграв жодної хвилини за «Сампдорію» і лише один раз побував на лаві запасних гравців, 22 березня, у матчі чемпіонату з «Кальярі». Після закінчення оренди він повернувся до «Фіорентини», але знову не отримав шансу, тому на початку лютого 2009 року він відправився в оренду до команди другого дивізіону Німеччини «Мюнхен 1860». Він зіграв свій перший матч за клуб 12 квітня, у виїзній грі чемпіонаті проти «Кобленцв» (2:3). Він з'явився ще в двох матчах чемпіонату, а його команда фінішувала 12-ю. Після завершення сезону в Мюнхені Гулан був відданий в оренду в серпні 2009 року у «Емполі». У футболці цієї команди серб провів 25 ігор у Серії B, здебільшого граючи на нерідній для себе позиції правого захисника.
Влітку 2010 року повернувся до «Фіорентини» і дебютував у цьому клубі після того, як команду очолив його співвітчизник Синиша Михайлович, 26 вересня 2010 року, вийшовши на заміну в другому таймі в домашньому переможному матчі проти «Парми» (2:0). Всього у сезоні 2010/11 зіграв шість матчів у Серії А, а також ще тричі в Кубку Італії, але після уходу Михайловича знову перестав потрапляти до заявки, тому в січні 2012 року його відправили в оренду в «К'єво» до кінця сезону Він дебютував у футболці «К'єво» в матчі проти «Чезени» (1:0) і загалом за сезон, але цей матч так і залишився єдиним. 30 червня його контракт з «Фіорентиною» закінчився і серб став вільним агентом.
6 серпня 2012 року він підписав контракт з «Моденою», де провів наступний сезон, після чого у червні 2013 року повернувся в «Партизан», підписавши з клубом дворічний контракт. У сезоні 2013/14 загалом провів 14 матчів за «Партизан», 10 з яких у сербській Суперлізі та по два у кваліфікації Ліги чемпіонів і Кубка Сербії. Він також почав наступний сезон 2014/15 в клубі, зробивши ще два виступи в Суперлізі, а наприкінці серпня 2014 року розірвав контракт з белградцями за згодою сторін, щоб перейти до клубу «Мальорка» з другого іспанського дивізіону. 
Після одного сезону він приєднався до бельгійського клубу «Рояль Ексель Мускрон» у липні 2015 року, з яким підписав контракт на два сезони. Загалом чотири роки носив футболку бельгійського «Мускрона», після чого сезон 2019/20 провів в ізраїльському «Хапоелі» (Хайфа). 
У жовтні 2020 року підписав контракт зі шведським «Геккеном». Він провів чотири матчі, після чого покинув клуб наприкінці 2020 року після закінчення контракту. 
Після року без команди, у січні 2022 року Гулан підписав контракт із клубом мальтійської Прем’єр-ліги «Бальцан», де виступав до кінця сезону, після чого у вересні 2022 року повернувся на батьківщину і підписав контракт з «Радничкам» (Белград) з другого дивізіону. Станом на 16 лютого 2023 року відіграв за команду з Белграда 6 матчів в національному чемпіонаті.

## Виступи за збірну
У 2007 році взяв участь у Кубку Меридіана, виступаючи за збірну Європи (U-18) в іграх проти збірної Африки. За сумою двох матчів європейці перемогли із рахунком 10:1.
Протягом 2007–2010 років залучався до молодіжної збірної Сербії. У її складі був участь у молодіжному чемпіонаті Європи 2009 року в Швеції, де серби не вийшли з групи, але на поле не виходив. Всього на молодіжному рівні зіграв у 16 офіційних матчах.
Влітку 2008 року Гулан був включений до сербської олімпійської збірної на Олімпіаду 2008 року, де зіграв у всіх трьох матчах у групі, проти збірних Австралії, Кот-д'Івуару та Аргентини, але його команда у підсумку посіла 4-е місце у своїй групі і не вийшла у наступний раунд.

## Статистика виступів

### Статистика клубних виступів
| Сезон                      | Команда                    | Чемпіонат                  | Чемпіонат | Чемпіонат | Національний кубок | Національний кубок | Національний кубок | Єврокубки | Єврокубки | Єврокубки | Інші змагання | Інші змагання | Інші змагання | Усього | Усього |
| Сезон                      | Команда                    | Ліга                       | Ігор      | Голів     | Ліга               | Ігор               | Голів              | Ліга      | Ігор      | Голів     | Ліга          | Ігор          | Голів         | Ігор   | Голів  |
| -------------------------- | -------------------------- | -------------------------- | --------- | --------- | ------------------ | ------------------ | ------------------ | --------- | --------- | --------- | ------------- | ------------- | ------------- | ------ | ------ |
| 2008-січ. 2009             | «Фіорентина»               | A                          | 0         | 0         | КІ                 | 0                  | 0                  | ЛЧ        | 0         | 0         | -             | -             | -             | 0      | 0      |
| січ.-черв. 2009            | «Мюнхен 1860»              | 2БЛ                        | 3         | 0         | КН                 | -                  | -                  | -         | -         | -         | -             | -             | -             | 3      | 0      |
| 2009–10                    | «Емполі»                   | B                          | 25        | 0         | КІ                 | 0                  | 0                  | -         | -         | -         | -             | -             | -             | 25     | 0      |
| 2010–11                    | «Фіорентина»               | A                          | 6         | 0         | КІ                 | 3                  | 0                  | -         | -         | -         | -             | -             | -             | 9      | 0      |
| 2011-січ. 2012             | «Фіорентина»               | A                          | 0         | 0         | КІ                 | 0                  | 0                  | -         | -         | -         | -             | -             | -             | 0      | 0      |
| Усього за «Фіорентину»     | Усього за «Фіорентину»     | Усього за «Фіорентину»     | 6         | 0         |                    | 3                  | 0                  |           | 0         | 0         |               | -             | -             | 9      | 0      |
| січ.-черв. 2012            | «К'єво»                    | A                          | 1         | 0         | КІ                 | 0                  | 0                  | -         | -         | -         |               | -             | -             | 1      | 0      |
| 2012–13                    | «Модена»                   | B                          | 20        | 0         | КІ                 | 0                  | 0                  | -         | -         | -         | -             | -             | -             | 20     | 0      |
| 2013–14                    | «Партизан»                 | СЛ                         | 10        | 0         | КС                 | 2                  | 0                  | ЛЧ+ЛЄ     | 2+0       | 0         | -             | -             | -             | 14     | 0      |
| серп. 2014                 | «Партизан»                 | СЛ                         | 2         | 0         | КС                 | 0                  | 0                  | ЛЧ+ЛЄ     | 0         | 0         | -             | -             | -             | 2      | 0      |
| Усього за «Партизан»       | Усього за «Партизан»       | Усього за «Партизан»       | 12        | 0         |                    | 2                  | 0                  |           | 2         | 0         |               | -             | -             | 16     | 0      |
| серп. 2014–15              | «Мальорка»                 | СД                         | 30        | 0         | КІ                 | 1                  | 0                  | -         | -         | -         | -             | -             | -             | 31     | 0      |
| 2015–16                    | «Ексель Мускрон»           | ЛЖ                         | 15        | 0         | КБ                 | 2                  | 0                  | -         | -         | -         | -             | -             | -             | 17     | 0      |
| 2016–17                    | «Ексель Мускрон»           | ЛЖ                         | 21+4      | 0         | КБ                 | 0                  | 0                  | -         | -         | -         | -             | -             | -             | 25     | 0      |
| 2017–18                    | «Ексель Мускрон»           | ЛЖ                         | 9+1       | 0         | КБ                 | 1                  | 0                  | -         | -         | -         | -             | -             | -             | 11     | 0      |
| 2018–19                    | «Ексель Мускрон»           | ЛЖ                         | 21+5      | 0         | КБ                 | 0                  | 0                  | -         | -         | -         | -             | -             | -             | 26     | 0      |
| Усього за «Ексель Мускрон» | Усього за «Ексель Мускрон» | Усього за «Ексель Мускрон» | 76        | 0         |                    | 3                  | 0                  |           | -         | -         |               | -             | -             | 79     | 0      |
| 2019–20                    | «Хапоель» (Хайфа)          | ПЛ                         | 25        | 0         | КІ+КЛ              | 3+0                | 0                  | -         | -         | -         | -             | -             | -             | 28     | 0      |
| Усього за кар'єру          | Усього за кар'єру          | Усього за кар'єру          | 208       | 0         |                    | 12                 | 0                  |           | 2         | 0         |               | -             | -             | 216    | 0      |